# Синдром на Патау
Синдромът на Патау е генетична аномалия на плода.

### Определение и причини
Синдромът на Патау представлява наследствено заболяване, което се характеризира с наличие на допълнителна 13-а хромозома. Заболяването спада към групата на хромозомни болести. Заболяването се развива в две форми: пълна и мозаична. При пълната форма 13-ата хромозома може да бъде свободна (47, ХХ/ХY+13) или да бъде транслоцирана върху 14-а или 15-а хромозома. При мозаичната форма само част от клетките носят свръхбройна 13-а хромозома.
Синдромът на Патау има най-често ненаследствен характер. Той възниква в потомството на родители с нормален кариотип в резултат на мутация в половите клетки или в ембриона. Абнормните полови клетки пренасят допълнителната хромозома в следващото поколение само ако участват в процеса на оплождането. При наследствената форма на заболяването единият родител е носител на транслокация. В поколението се ражда дете със синдром на Патау, когато транслокацията се унаследи в небалансиран вид.

### Физически характеристики
Независимо от расата на родителите, новороденото е с негроидни черти – широк нос, тъмни къдрави коси.
Болните се раждат с ниско тегло. Най-честите клинични симптоми на заболяването при пълната му форма са: микроцефалия (малка глава), микроофталмия (малки очи), ариненцефалия (липса на нос), цепки на устните (заешка уста) и небцето, хексадактилия (шест пръсти) и тежко изоставане в психомоторното развитие. При болните от този синдром се наблюдава и голямо разстояние между носа и горната устна и ниско разположение на ушите. Наблюдават се и скелетни аномалии на долните крайници, често шестопръстие. Нарушенията в мъжките гениталии обхващат: крипторхизъм и хипоспадия, а в женските гениталии хипопластични големи срамни устни и двурога матка. Засягат се и малкия мозък, сърцето и бъбреците. Децата рядко доживяват до едногодишна възраст.
При мозаичната форма на синдрома на Патау, клиничната картина е по-лека. Характеризира се със слаби малформативни симптоми и леко изоставане в умственото развитие.

### Диагностика
Синдромът на Патау се открива по време на бременност чрез използване на ултразвуково изследване, амниоцентеза и при вземане на проби за хорионни въси (CVS). Диагнозата се поставя с цитогенетичен анализ на хромозоми, получени от лимфоцитни култури.

### Лечение
Някои бебета, родени със синдрома на Патау, имат тежки и нелечими вродени дефекти. Въпреки това, децата с по-добри прогнози, се нуждаят от медицинско лечение, за да се коригира структурни аномалии и свързаните с тях усложнения. За проблеми с храненето, специални формули, позиции и техники могат да бъдат използвани. Хранителна сонда или поставяне на стомашна сонда (гастростомия); структурни аномалии, като цепната устна и цепнато небце може да се коригира чрез операция. Специални диети, слухови апарати и зрителни помощни средства могат да се използват за смекчаване на някои от симптомите на синдрома на Патау. Физикална терапия, терапия на словото, както и на други видове за развитието терапии могат да помогнат на детето да достигне своя потенциал.
Тъй като транслокацията на синдрома на Патау е генетично обусловено, генетични консултации за родителите трябва да бъдат част от управлението на заболяването.

### История
За първи път болестта е наблюдавана от Расмус Бартолин (лат. Erasmus Bartholinus) през 1657 г., но хромозомната природа на заболяването е установена от д-р Клаус Патау през 1960 г. Някои от аномалиите свързани с болестта са – изоставане в умственото и физическото развитие, повече на брой пръсти, сърдечни и очни проблеми, заешка устна и др.